# Wala z Corbie
Wala z Corbie (ur. ok. 755 – zm. 31 sierpnia 836) − syn Bernarda i wnuk Karola Młota, jeden z głównych doradców cesarzy Karola Wielkiego, Ludwika I Pobożnego i Lotara I, następca swojego brata, Adalarda, na stanowisku opata w Corvey w 826 lub 827 roku.
Wala trafił na dwór Karola w 811 roku, w 814 roku zmuszony został do udania się do klasztoru w Corbie, co było wynikiem intryg dworskich rozgrywanych wokół Ludwika I. W 816 roku, razem z Adalardem, powierzono mu organizację klasztoru w Herford, który Ludwik otrzymał na soborze w Akwizgranie. W latach 20. Wala był ostrym krytykiem królewskiej (świeckiej) kontroli nad kościelnymi dochodami. Podobnie jak Paschasius Radbertus, Wala twierdził, że tzw. "armia kleryków (kapelanów)" utrzymywana w cesarskim pałacu i, prawdopodobnie podróżująca z władcą po kraju, powstała tylko dla własnych korzyści poszczególnych duchownych i nie ma uzasadnienia dla swego istnienia. W 822 roku ufundował  wraz z bratem opactwo Corvey i wkrótce został tam opatem. W 831 roku opuścił Corvey i objął funkcję opata w Bobbio.